# Seybou Koita
Seybou Koita (Niamey, 15 aprile 1994) è un calciatore nigerino, attaccante svincolato.

## Caratteristiche tecniche
È un centravanti.

## Carriera

### Club
Ha esordito in Ligue 1 con l'Amiens il 5 agosto 2017 in un match perso 2-0 contro il Paris Saint-Germain.

## Statistiche

### Presenze e reti nei club
Statistiche aggiornate al 16 gennaio 2018.
| Stagione        | Squadra         | Campionato      | Campionato | Campionato | Coppe nazionali | Coppe nazionali | Coppe nazionali | Coppe continentali | Coppe continentali | Coppe continentali | Altre coppe | Altre coppe | Altre coppe | Totale | Totale | Totale |
| Stagione        | Squadra         | Comp            | Pres       | Reti       | Comp            | Pres            | Reti            | Comp               | Pres               | Reti               | Comp        | Pres        | Reti        | Pres   | Reti   |        |
| --------------- | --------------- | --------------- | ---------- | ---------- | --------------- | --------------- | --------------- | ------------------ | ------------------ | ------------------ | ----------- | ----------- | ----------- | ------ | ------ | ------ |
| 2013-2014       | Orléans         | NAT             | 3          | 0          | CF              | 0               | 0               |                    | -                  | -                  |             | -           | -           | 3      | 0      |        |
| 2014-2015       | Orléans         | L2              | 5          | 0          | CF+CdL          | 0               | 0               |                    | -                  | -                  |             | -           | -           | 5      | 0      |        |
| 2015-2016       | Hapoel Ashkelon | B               | 10         | 1          | CI+CL           | 3+0             | 1+0             |                    | -                  | -                  |             | -           | -           | 13     | 2      |        |
| 2016-2017       | Amiens          | L2              | 2          | 1          | CF+CdL          | 0               | 0               |                    | -                  | -                  |             | -           | -           | 2      | 1      |        |
| 2017-2018       | Amiens          | L1              | 6          | 0          | CF+CdL          | 1+1             | 0+1             |                    | -                  | -                  |             | -           | -           | 8      | 1      |        |
| Totale Carriera | Totale Carriera | Totale Carriera | 26         | 2          |                 | 5               | 2               |                    | -                  | -                  |             | -           | -           | 31     | 4      |        |

## Palmarès

### Club
- Championnat National: 1

Orléans: 2013-2014
- Coppa Toto Leumit: 1

Hapoel Ashkelon: 2015-2016